# Курительный мундштук

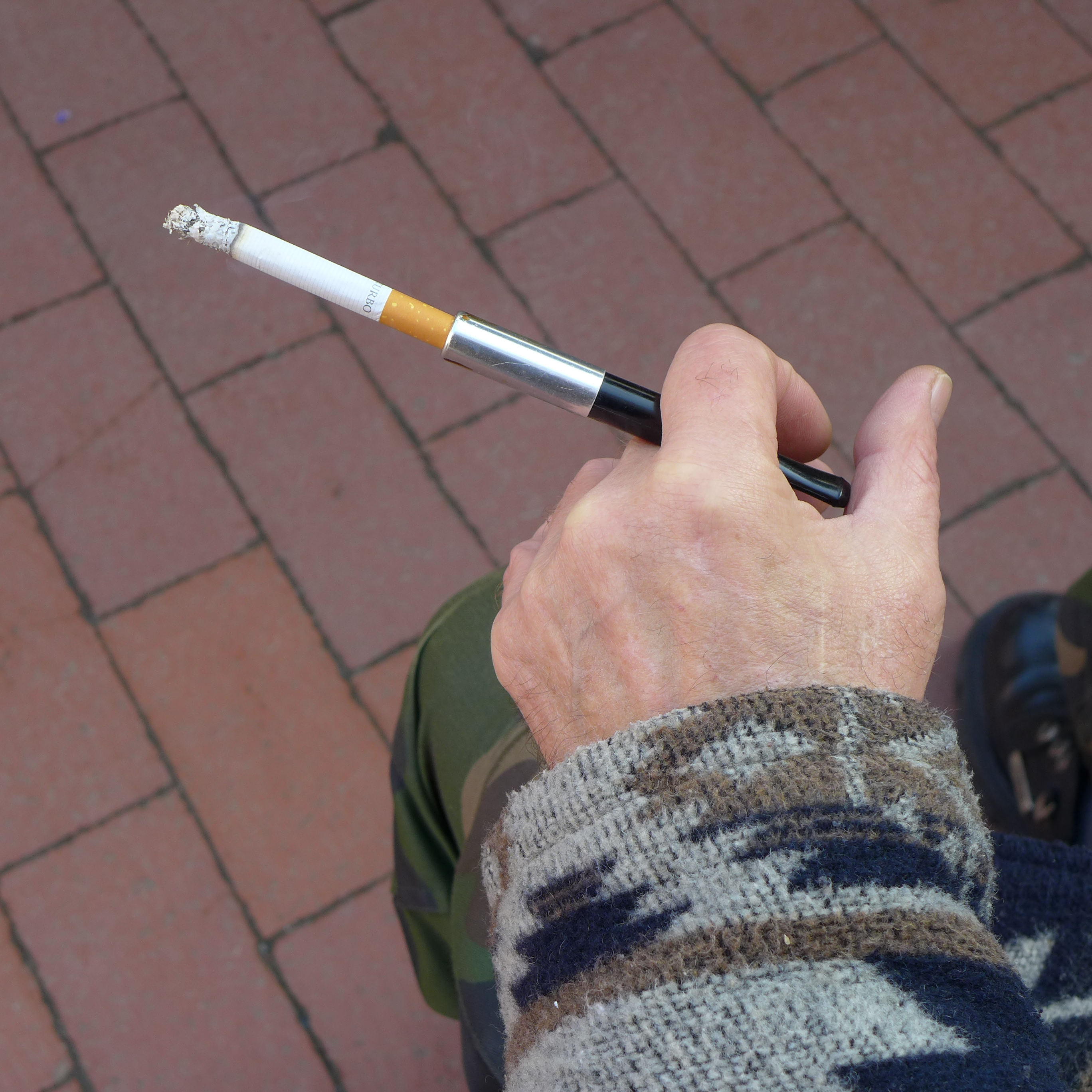

1 — наконечник, 2 — прикус, 3 — загубник

Курительный мундштук — приспособление в виде трубки, с помощью которого курят сигареты, папиросы или самокрутки. Использование мундштука защищает пальцы курильщика от пропитывания табачными смолами, придающими им специфический цвет и запах, а также облегчает докуривание. Кроме практической, мундштук выполняет и эстетическую функцию.
Состоит из широкой части с конусообразным отверстием (наконечника) и узкой части (прикуса). Длина мундштука 4,5—10,5 см и более, в том числе длина прикуса 2,5—5 см. Диаметр вставного отверстия 6 или 8 мм, диаметр дымового канала не менее 2 мм. Изготавливается из янтаря, оргстекла, кости, рога, эбонита, гагата, древесины твёрдых пород, из бриара, стекла, пенки, тростника и других материалов. Виды мундштуков:
- Простой мундштук.
- Мундштук-трубка — в виде маленькой курительной трубки, в чашу которой вставляется сигарета.
- С патроном под фильтры фабричного изготовления или самодельные из ваты или силикагеля.
- С механизмом выталкивания окурков.